# Andrena rubi
Andrena rubi är en biart som beskrevs av Mitchell 1960. Andrena rubi ingår i släktet sandbin, och familjen grävbin. Inga underarter finns listade i Catalogue of Life.